# Pipistrellus vordermanni
Pipistrellus vordermanni (syn. Hypsugo vordermanni) är en fladdermus i familjen läderlappar som förekommer i Sydostasien. Den tillhör undersläktet Hypsugo som ofta godkänns som släkte.
Vuxna exemplar har en kroppslängd (huvud och bål) av cirka 50 mm, en svanslängd av 13,5 till 15 mm och en vikt av 4 till 5g. Underarmarna är 30,5 till 33 mm långa och öronen är 9 till 13 mm stora. Den rödbruna pälsen är på undersidan lite ljusare. De långa och breda öronen har en avrundad spets. Vingarna är hos Pipistrellus vordermanni bruna och genomskinliga. Endast en liten del av svansen ligger utanför svansflyghuden. Arten skiljer sig från andra släktmedlemmar i avvikande detaljer av kraniets och tändernas konstruktion.
Arten har fyra från varandra skilda populationer, en på norra Borneo, en på nordvästra Borneo, en på södra Borneo och en på ön Belitung öster om södra Sumatra. Arten lever i låglandet upp till 100 meter över havet. Habitatet utgörs av mangrove och kanske av fuktiga skogar. Födan utgörs av insekter och kanske av små fiskar.
Kanske påverkas beståndet negativ av landskapsförändringar vid kusten. Populationens storlek är okänd. IUCN listar arten med kunskapsbrist (DD).